# Liste der Kulturgüter in Liddes
Die Liste der Kulturgüter in Liddes enthält alle Objekte in der Gemeinde Liddes im Kanton Wallis, die gemäss der Haager Konvention zum Schutz von Kulturgut bei bewaffneten Konflikten, dem Bundesgesetz vom 20. Juni 2014 über den Schutz der Kulturgüter bei bewaffneten Konflikten sowie der Verordnung vom 29. Oktober 2014 über den Schutz der Kulturgüter bei bewaffneten Konflikten unter Schutz stehen.
Objekte der Kategorien A und B sind vollständig in der Liste enthalten, Objekte der Kategorie C fehlen zurzeit (Stand: 1. Januar 2023).

## Kulturgüter
| Foto |                                                                                    | Objekt                                                                                  | Kat. | Typ | Standort                                   | Beschreibung |
| ---- | ---------------------------------------------------------------------------------- | --------------------------------------------------------------------------------------- | ---- | --- | ------------------------------------------ | ------------ |
| ja   | Datei hochladen · Wikidata zu Les Moulins (Q29573863)                              | Les Moulins KGS-Nr.: 06825                                                              | A    | G   | Impasse des Moulins 8 579036 / 94795       |              |
| ja   | Datei hochladen · Wikidata zu Kapelle Saint-Étienne (Q29892267)                    | Kapelle Saint-Étienne / Chapelle Saint-Étienne KGS-Nr.: 06827                           | B    | G   | Rue de Saint-Étienne 580653 / 92883        |              |
| ja   | Datei hochladen · Wikidata zu Haus Bastian (Q29892270)                             | Bastian-Haus / Maison Bastian KGS-Nr.: 06828                                            | B    | G   | Charrière des Femmes 11 580402 / 93406     |              |
| ja   | Datei hochladen · Wikidata zu Kapelle Saint-Laurent (Q114296859)                   | Kapelle Saint-Laurent / Chapelle Saint-Laurent KGS-Nr.: 17291                           | B    | G   | Route du Gd-St-Bernard 16.1 579798 / 93878 |              |
| BW   | Datei hochladen · Wikidata zu Getreidespeicher (Q131364355)                        | Getreidespeicher / Raccard KGS-Nr.: 17292                                               | B    | G   | Route du Gd-St-Bernard 33.2 580294 / 93314 |              |
| BW   | Datei hochladen · Wikidata zu Ehemaliger gewöhnlicher Ofen von Chenoz (Q131364590) | Ehemaliger gewöhnlicher Ofen von Chenoz / Ancien four banal de la Chenoz KGS-Nr.: 17293 | B    | G   | Chemin de la Chenoz 2 580369 / 93598       |              |